# محمد عثمان العيبان
محمد عثمان محمد العيبان سياسي كويتي، شغل منصب وزير التجارة والصناعة وزير الدولة لشؤون الشباب منذ 19 يونيو 2023 وحتي الان.

## عن حياته
ولد محمد عثمان العيبان في الكويت وهو حاصل على بكالوريوس العلوم الإدارية - مسار تمويل ومنشآت مالية ، وتولى منذ عام 2014 منصب نائب الرئيس التنفيذي للشركة الكويتية للتمويل والاستثمار، وكان رئيساً لقطاع الموارد البشرية والشؤون الإدارية في الشركة، ونائباً أول لإدارة الاستثمار وتمويل الشركات، كما تولى قبل ذلك منصب مسؤول الائتمان بمجموعة الشركات - القسم التجاري في بنك الخليج. وأسندت إليه رئاسة وعضوية عدد من مجالس إدارة الشركات. 

## عضوياته
- رئيس مجلس إدارة شركة كفيك للوساطة المالية.
- رئيس مجلس إدارة شركة الصلبوخ التجارية.
- عضو مجلس إدارة شركة كفيك للخدمات التمويلية.
- عضو شركة النخيل للإنتاج الزراعي.
- عضو شركة رأسمال القابضة.
- عضو شركة بيان القابضة.[2]